# Luis Jorge Rivera Herrera
 (avril 2021).
La mise en forme du texte ne suit pas les recommandations de Wikipédia : il faut le « wikifier ».
Les points d'amélioration suivants sont les cas les plus fréquents. Le détail des points à revoir est peut-être précisé sur la page de discussion.
- Les titres sont pré-formatés par le logiciel. Ils ne sont ni en capitales, ni en gras.
- Le texte ne doit pas être écrit en capitales (les noms de famille non plus), ni en gras, ni en italique, ni en « petit »…
- Le gras n'est utilisé que pour surligner le titre de l'article dans l'introduction, une seule fois.
- L'italique est rarement utilisé : mots en langue étrangère, titres d'œuvres, noms de bateaux, etc.
- Les citations ne sont pas en italique mais en corps de texte normal. Elles sont entourées par des guillemets français : « et ».
- Les listes à puces sont à éviter, des paragraphes rédigés étant largement préférés. Les tableaux sont à réserver à la présentation de données structurées (résultats, etc.).
- Les appels de note de bas de page (petits chiffres en exposant, introduits par l'outil «  Source ») sont à placer entre la fin de phrase et le point final[comme ça].
- Les liens internes (vers d'autres articles de Wikipédia) sont à choisir avec parcimonie. Créez des liens vers des articles approfondissant le sujet. Les termes génériques sans rapport avec le sujet sont à éviter, ainsi que les répétitions de liens vers un même terme.
- Les liens externes sont à placer uniquement dans une section « Liens externes », à la fin de l'article. Ces liens sont à choisir avec parcimonie suivant les règles définies. Si un lien sert de source à l'article, son insertion dans le texte est à faire par les notes de bas de page.
- La présentation des références doit suivre les conventions bibliographiques. Il est recommandé d'utiliser les modèles {{Ouvrage}}, {{Chapitre}}, {{Article}}, {{Lien web}} et/ou {{Bibliographie}}. Le mode d'édition visuel peut mettre en forme automatiquement les références.
- Insérer une infobox (cadre d'informations à droite) n'est pas obligatoire pour parachever la mise en page.

Pour une aide détaillée, merci de consulter Aide:Wikification.
Si vous pensez que ces points ont été résolus, vous pouvez retirer ce bandeau et améliorer la mise en forme d'un autre article.
Luis Jorge Rivera Herrera (né en 1972 à Porto Rico) est un activiste environnemental américain d'origine portoricaine qui a reçu le Prix Goldman pour l'environnement en 2016 pour son travail de protection de la réserve naturelle du Corridor Écologique du Nord-Est (Corredor ecológico del Noreste (es)).

## Premières années de vie et études universitaires
Luis Jorge Rivera Herrera a habité toute sa vie à Porto Rico, étant né et ayant grandi dans un quartier proche de San Juan : Río Alto. Sa détermination à contribuer activement dans la protection de l'environnement remonte aux premières années de sa vie, lorsqu'âgé de huit ans il assiste à la destruction d'une ferme qui appartenait à sa famille depuis quatre générations, cette dernière ayant été expropriée par le Gouvernement de Porto Rico avec l'intention de bâtir une station d'épuration.
Depuis sa prise de conscience précoce, Luis Jorge Rivera Herrera est impliqué dans la lutte environnementale, même durant son enfance. À l'Université de Porto Rico, il organise des visites à la Réserve Naturelle des Têtes de San Juan. Après son diplôme, il travaille à San Juan pour l'Agence de Protection Environnementale. Ensuite, il cofonde une organisation appelée: « Initiative pour un Développement Durable ». 
Depuis 1999 et jusqu'à présent, il mène une contribution médiatique et éloquente en tant qu'activiste, en jouant un rôle clef dans la direction de la campagne pour la conservation du Corridor Écologique du Nord-Est.

## Protection du Corridor Écologique du Nord-Est

### Importance écologique du Corridor
Le Corridor est reconnu comme ayant une grande valeur écologique, il constitue la frange côtière de la Forêt Nationale d'El Yunque, dans la côte nord du Porto Rico. Dans cet écosystème de zones humides et marécageuses se trouvent plus de 50 espèces rares, menacées ou en danger d'extinction, dont beaucoup sont endémiques. La tortue luth (en danger d'extinction) possède une importance particulière, sa zone de nidification se trouvant dans le Corridor. Le spécialiste Ariel Lugo, scientifique directeur de l'Institut International de Bois Tropicaux, déclare : « Les Portoricains commencent à comprendre. Avant, nous les mangions, maintenant nous les protégeons parce qu'ils représentent un type de biodiversité qui n'appartient à personne, il appartient au monde ».

### Développement et réussites de la campagne
Le Corridor Écologique du Nord-Est est proposé comme réserve naturelle par les gouvernements locaux et fédéraux en 1978, dès lors le Département des Ressources Naturelles et Environnementales du Porto Rico reconnaît l'importance écologique du Corridor ; pourtant, en 1996 est approuvé le Plan de Tourisme et de Développement de la Côte Nord-Est qui divise le corridor en plusieurs zones pour permettre de grands développements résidentiels et touristiques,.
En 1999, Luis Jorge Rivera Herrera, qui n'était pas encore impliqué, prend connaissance d'un projet de construction de deux grandes stations touristiques dans la zone, les Deux Mers et le San Miguel Four Seasons, constituées de plus de 3000 unités résidentielles et touristiques avec 3 champs de golf. Le développement de projets de ce type implique la destruction irréparable de la biodiversité de la zone, empirant, en outre, la déjà grave situation de pollution de l'eau. À tout cela s'ajoute la limitation de l'accès public aux plages, ces dernières devant être privatisées.
Dès lors, Luis Jorge Rivera Herrera s'implique activement dans la lutte pour la protection du Corridor. Lorsqu'il se rend compte que le gouvernement ne modifiera pas sa position, malgré la connaissance des données scientifiques prouvant l'importance environnementale du Corridor, il organise une campagne qui combine la stratégie légale et la recherche du soutien populaire moyennant la médiatisation du thème. La célébration annuelle du Festival de la tortue luth fait partie de son action médiatique, celle-ci suscitant l'intérêt de beaucoup de personnes jusqu'alors non-informées. Il s'agit d'introduire le thème dans le débat public, en mobilisant l'opinion publique contre le projet afin d'exercer une pression politique.
En réalité, peu de changements surviennent jusqu'en 2005 où la campagne connaît une véritable impulsion. Le Sierra Club s'implique alors à Porto Rico et renforce la collaboration entre les groupes locaux, comme des associations de pêcheurs et des organisations environnementales. Le Sierra Club contribue énormément à la capacité logistique et à la création stratégique de la campagne. De plus, en 2004 se forme la Coalition pour le Corridor Écologique du Nord-Est, dont les principaux objectifs sont la désignation du Corridor comme réserve naturelle et le développement de l'écotourisme ou tourisme vert. C'est ainsi qu'est présenté un projet de loi pour que tout le Corridor soit déclaré réserve naturelle. Ce projet de loi est bloqué par quelques sénateurs, par la suite accusés de corruption et d'avoir reçu des pots-de-vin. Ce scandale provoque un soutien populaire à la Coalition pour le Corridor. En avril 2008, le gouverneur Hannibal Acevedo Vilá approuve un arrêté déclarant le Corridor réserve naturelle.
Pourtant, en novembre de la même année, des élections sont organisées et Luis Fortuño (l'unique candidat qui n'a pas signé un engagement à l'égard de la protection du Corridor) est élu gouverneur. De surcroît, les entreprises demandant la construction des stations touristiques ont significativement collaboré dans sa campagne et dans son programme électoral figurait la relance de l'économie moyennant la création d'emplois dans le secteur du bâtiment. En conséquence, en octobre 2009, le gouverneur Fortuño annule l'arrêté. Malgré cela, un nouveau un projet de loi est présenté, et Fortuño est forcé de l'accepter à cause du grand soutien populaire dans un contexte préélectoral. Enfin, en 2013, le nouveau gouverneur élu Alejandro García Padilla étend la zone de la réserve naturelle avec l'inclusion de terrains privés.

### Prix Goldman pour l'Environnement
Luis Jorge Rivera Herrera reçoit en 2016 le Prix Goldman pour l'Environnement dans la catégorie « îles et nations insulaires » pour « avoir aidé à diriger une campagne réussie pour l'établissement d'une réserve naturelle dans le Corridor Écologique du Porto Rico, une zone de nidification pour la tortue luth, en danger d'extinction, et pour la protection du patrimoine naturel de l'île contre des projets de développement nuisibles ».
Comme le veut le règlement du prix, 175 000 dollars seront destinés à soutenir aux projets du Corridor Écologique du Nord-Est et à des organisations environnementales portoricaines. En complément, Rivera Herrera prépare une campagne de collecte de fonds pour collaborer dans l'achat du gouvernement des terrains privés restants dans le Corridor. En même temps, il espère stimuler la participation citoyenne pour que se développe le tourisme vert dans la zone, ceci contribuant potentiellement à la fois au financement des initiatives de protection de la biodiversité et de la nature et à la relance de l'économie locale.
Rivera Herrera est le troisième portoricain lauréat de ce prix, ses prédécesseurs sont : Alexis Massol González (en), pour sa lutte pour la création de El Bosque del Pueblo (« Le Bois du Village »), et Rose Hilda Ramos, activiste dans la conservation de zones humides.